# Battallion Commander
Battallion Commander est un jeu vidéo de type wargame créé par David Hille et publié par Strategic Simulations en 1985 sur Apple II, Atari 8-bit et Commodore 64. Le jeu simule une guerre entre les États-Unis, l'Union Soviétique et la Chine à l'époque moderne. Il se concentre sur des affrontements de petites envergures dans lesquels le joueur commande un bataillon. Le principe général du jeu consiste à faire parvenir vos ordres à vos troupes par la voie hiérarchique. Le bataillon est en effet composé de plusieurs compagnies, commandées par des capitaines, qui sont elles-mêmes composées de plusieurs sections contenant entre vingt et quarante hommes et dirigées par des lieutenants.

## Système de jeu
Battallion Commander est un wargame qui simule des combats tactiques dans le contexte d’une guerre moderne opposant les États-Unis, l'Union Soviétique et la Chine,. Le jeu propose quatre scénarios. Dans les deux premiers, le joueur tente de percer les défenses ennemies ou au contraire de résister à une offensive. Dans le troisième, après avoir brisé la défense adverse, il tente de détruire autant d’unités que possible. Enfin, le dernier oppose des armées sur un pied d’égalité. Plusieurs options permettent de plus de changer le niveau de difficulté, de changer la nationalité et le handicap des troupes impliquées et de choisir le terrain de l’affrontement parmi les quarante cartes disponibles dans le jeu,. Le joueur commande un bataillon, avec ses compagnies, ses pelotons et ses unités de soutien. Pour cela, il donne ses ordres à ses subordonnés directs, qui gèrent ensuite les troupes sous leurs ordres. Avec le joystick ou le clavier, le joueur déplace un curseur à l’écran pour faire défiler la carte ou faire apparaitre les informations concernant ses unités, ou celles de l’ennemi. Ces dernière ne sont pas toujours correctes et peuvent être imprécises, voir fausse. Les ordres sont donnés avec le clavier en appuyant sur deux touches. La première permet d’identifié l’unité à laquelle l’ordre est donné et la seconde identifie l’ordre en question. Le joueur peut ainsi ordonner à ses unités de se déplacer, de tirer sur un ennemi, de cesser le feu ou, pour certaines unités spécifiques, de construire ou détruire un pont ou de ravitailler une unité.  Le jeu se déroule en temps réel, mais le joueur peut à tout moment le mettre en pause.

## Développement et publication
Battallion Commander est le deuxième wargame développé par David Hille et succède à Combat Leader, publié par Strategic Simulations en 1983 dans la gamme RapidFire. Il est publié par le même éditeur à l’automne 1985 sur Apple II, Atari 8-bit et Commodore 64,.

## Accueil
| Battalion Commander |      |       |
| Média               | Nat. | Notes |
| CGW                 | US   | 2/5   |
| C+VG                | RU   | 31/40 |
| Tilt                | FR   | 3/6   |

À sa sortie, Battallion Commander est d’abord salué par le journaliste James Delson dans le magazine Family Computing. Celui-ci estime en effet que comme son prédécesseur Combat Leader, qu’il juge « révolutionnaire », il se déroule en temps réel et « demande [donc] une participation active du joueur » aux combats qui se déroule à l’écran, contrairement aux jeux au tour par tour dans lesquels le joueur émet ses ordres puis attend qu’ils soient exécutés. Il salue également la « flexibilité » et la « grande complexité » du jeu pour conclure qu’il est avant tout « destiné aux experts » du genre. Battallion Commander est également encensé par le journaliste Steve Panak dans le magazine Analog Computing qui explique d’abord que si peu de joueur sont suffisamment motivé pour apprendre à jouer à une simulation réaliste de ce type, le jeu en vaut la peine pour ceux qui le sont. Dans sa critique, il met notamment en avant la qualité de son manuel, qu’il juge bien organisé, et le résumé des commandes du jeu qui le rend selon-lui « facile à prendre en main ». Il note en effet  qu’une fois ces commandes apprises, elles peuvent être émise rapidement, ce qui est particulièrement important dans un jeu en temps réel comme celui-ci. Il explique également qu’il offre un aperçu « réaliste » du rôle de commandant de bataillon dans différentes situations de combat avant de conclure que, dans le domaine des simulations, « Strategic Simulations reste au sommet » et que le studio ne semble pas vouloir lâcher sa place sans combattre. Dans sa critique publiée en 1986, le journaliste du magazine Tilt est également enthousiaste et juge que le programme procure un certain plaisir et s’adresse à tous les joueurs, même débutants. Le journaliste du magazine Computer and Video Games est en revanche déçu et estime que cette suite de Combat Leader est plus limité et moins réussie en termes de jouabilité que son prédécesseur.